# Bad Buddy
Bad Buddy (tailândes: แค่เพื่อนครับเพื่อน; RTGS: Khae Phuean Khrap Phuean) é uma série de televisão tailandesa de comédia romântica, produzida pela GMMTV, estrelada por Korapat Kirdpan (Nanon) e Pawat Chittsawangdee (Ohm). É baseado no romance Behind The Scenes de Afterday e -West- e conta a história de dois garotos que vieram de famílias vizinhas antagonistas.
Dirigida por Noppharnach Chaiwimol (Aof), a série foi anunciada durante o evento "GMMTV 2021: A Nova Década Começa" que aconteceu em 3 de dezembro de 2020. Sua estreia foi em 29 de outubro de 2021, no canal GMM25. Os episódios foram exibidos semanalmente, todas as sextas-feiras às 20h30, enquanto sua versão completa, sem cortes, irá ao ar às 22h30 no serviço de streaming WeTV. 

## Sinopse
A rivalidade de Pat (Pawat Chittsawangdee), um garoto atrevido e impulsivo, e Pran (Korapat Kirdpan), um perfeccionista e amante da música foi passado de uma geração anterior. Eles estão destinados a serem inimigos um do outro mesmo antes de nascerem. Sua família tem um negócio de hardware lado a lado, e seus pais se odeiam profundamente. Por essa razão, ambos se tornaram rivais em qualquer tipo de competição.
Quando um incidente acontece aos 12 anos, seu ódio começa acontecer: a irmã mais nova de Pat, Pa (Pattranite Limpatiyakorn), começa a se afogar em um lago. Enquanto isso, Pat fica em estado de choque e com medo, Pran imediatamente corre para a água e salva Pa de se afogar. A partir daí, a relação deles mudou desde então. Perto de outras pessoas, eles ainda parecem ser inimigos, mas eles não se detestam verdadeiramente. No décimo ano, eles são designados para estar na mesma banda de música e acabam se aproximando. A família de Pran descobre, e ele é mandado para um internato.
Dois anos se passam e eles são reunidos novamente. Pat é escolhido para ser o presidente da turma de calouros da faculdade de engenharia, enquanto Pran é o presidente da faculdade de arquitetura, duas faculdades que tem uma rivalidade histórica também. Pa rapidamente descobre e pede a Pat para não fazer nenhum mal a Pran porque foi ele quem salvou a vida dela. Os amigos de Pat e Pran têm diversos embates físicos, e são informados que sofrerão consequências se lutarem novamente. Pat e Pran, os líderes de seus grupos de amigos, decidem coordenar para evitar que seus amigos briguem. À medida que coordenam, eles se aproximam, e eventualmente se apaixonam. Os dois começam a namorar mas escondem o relacionamento de todos os seus amigos e familiares até que eles são pegos e devem lidar com as consequências.

## Elenco

### Principal
- Korapat Kirdpan (Nanon) como Pran
- Pawat Chittsawangdee (Ohm) como Pat

### Coadjuvante
- Pattranite Limpatiyakorn (Love) como Pa
- Pansa Vosbein (Milk) como Ink
- Jitaraphol Potiwihok (Jimmy) como Wai
- Sattabut Laedeke (Drake) como Korn
- Pahun Jiyacharoen (Marc) como Louis
- Theepakon Kwanboon (Prom) como Mo
- Thakorn Promsatitkul (Lotte) como Safe
- Pakin Kuna-anuvit (Mark) como Chang
- Puttipong Sriwat (Leo Putt) como Ming (Pai de Pat)
- Pattamawan Kaomulkadee (Yui) como Mãe de Pat
- Passin Ruangvuth (A) como Pai de Pran
- Paradee Vongsawad (Ple) como Dissaya (Mãe de Pran)
- Thanavate Siriwattanakul (Gap) como Chai
- Kongkiat Khomsiri (Kome) como Tong

### Convidado
- Natachai Boonprasert (Dunk)
- Passatorn Koolkang (Captain)
- Kittiphop Sereevichayasawat (Satang)
- Napat Patcharachavalit (Aun)
- Norawit Titicharoenrak (Gemini)
- Arun Asawasuebsakul (Ford)
- Nattawat Jirochtikul (Fourth)
- Achita Panyamang (Kim)
- Tanapatch Chanthasorn (Zen)
- Nichamon Ladapornpipat (Nene)
- Chertsak Pratumsrisakhon (Chert)
- Suphasawatt Purnaveja (Watt)
- Yaowalak Mekkulwiroj
- Kusuma Teppharak (Pong)
- Chayanee Chaladthanyakij (Meen)
- Thitisan Goodburn (Kim)
- Passakorn Chaithep (Cnine)
- Amata Piyavanich (Jum)
- Pradit Prasartthong (Tou)
- Thanadon Meewongtham (Au)
- Kornprom Niyomsil (Au)
- Wisit Chantaraparb (Plug)
- Poom Kaewfacharoen (Kwan)

## Recepção

### Audiência
Na tabela abaixo, o número azul representa as menores classificações e o número vermelho representa as maiores classificações.
| Episódio | Horário             | Data de exibição   | Média de audiência | Ref.     |
| -------- | ------------------- | ------------------ | ------------------ | -------- |
| 1        | Sexta, 20:30        | 29 Outubro de 2021 | 0.131%             | [ 4 ]    |
| 2        | 5 Novembro de 2021  | 0.112%             | [ 5 ]              |          |
| 3        | 12 Novembro de 2021 | 0.131%             | [ 6 ]              |          |
| 4        | 19 Novembro de 2021 | 0.058%             | [ 7 ]              |          |
| 5        | 26 Novembro de 2021 | 0.150%             | [ 8 ]              |          |
| 6        | 3 Dezembro de 2021  | 0.072%             | [ 9 ]              |          |
| 7        | 10 Dezembro de 2021 | 0.062%             | [ 10 ]             |          |
| 8        | 17 Dezembro de 2021 | 0.088%             | [ 11 ]             |          |
| 9        | 24 Dezembro de 2021 | 0.158%             | [ 12 ]             |          |
| 10       | 7 Janeiro de 2022   | 0.1%               | [ 13 ]             |          |
| 11       | 14 Janeiro de 2022  | 0.2%               | [ 14 ]             |          |
| 12       | 21 Janeiro de 2022  | 0.165%             | [ 15 ]             |          |
| Média    | Média               | Média              | 0.121% 1           | 0.121% 1 |

## Trilha Sonora
| Título                                                                       | Título romanizado (RTGS)                       | Título em inglês                                  | Artista                 | Ref.   |
| ---------------------------------------------------------------------------- | ---------------------------------------------- | ------------------------------------------------- | ----------------------- | ------ |
| แค่เพื่อนมั้ง (Kae Peuan Mang)                                                    | Khae Phuean Mang                               | Just Friend?                                      | Korapat Kirdpan (Nanon) | [ 16 ] |
| จะไม่บอกใครละกันว่าเธอชอบฉันก่อน (Ja Mai Bork Krai La Gun Wah Tur Chob Chan Korn) | Cha Mai Bok Khrai La Kan Wa Thoe Chop Chan Kon | Secret (Won't Tell Anyone That You Like Me First) | Kacha Nontanun          | [ 17 ] |
| เพลงที่เพิ่งเขียนจบ (Pleng Tee Peung Khean Jhob)                                  | Phleng Thi Phoeng Khian Chop                   | Our Song                                          | Korapat Kirdpan (Nanon) | [ 18 ] |